# Arellius (Maler)
Arellius war ein antiker römischer Maler, der während der späten römischen Republik (Mitte des 1. Jahrhunderts v. Chr.) in Rom tätig war.
Arellius ist nur aus der literarischen Überlieferung bei Plinius dem Älteren in dessen Naturalis historia bekannt. Demnach war er zu seiner Zeit berühmt, hoch angesehen und dafür bekannt, dass er in seinen Bildern Göttinnen immer nach dem Abbild seiner gerade aktuellen Geliebten darstellte. Plinius tadelte ihn ob dieses Verhaltens. Ansonsten lässt sich über seine Bilder und seinen Stil nichts sagen.